# Климов, Тимофей Иванович
Тимофе́й Ива́нович Кли́мов (1887 или 1889 — 1946) — советский фехтовальщик и тренер.
Заслуженный мастер спорта СССР (1936 — первый ЗМС среди фехтовальщиков).

## Биография
Родился в с. Покровское Козловского уезда Тамбовской губернии.
С 1908 года — рядовой в царской армии.
Фехтованием начал заниматься в 1911 году. Преподавал фехтование в Омском кадетском корпусе.
С 1919 года в РККА — был привлечён для преподавания во Всевобуче. В 1924 году первым возглавил созданную в ГЦОЛИФКе кафедру защиты и нападения (в 1934 году переименована в кафедру рукопашного боя). Полковник. Среди его учеников:
- Вышпольский, Владимир Владимирович — многократный чемпион СССР.

### Спортивные достижения
Чемпионат СССР
- 1935 —  — рапира, сабля
- 1939 —  — рапира

Чемпион РККА 1925, 1927, 1930. В 1935—1936 годах в первых для советских фехтовальщиков международных соревнованиях — матчах со сборной Турции — не проиграл ни одного боя.

## Награды
- Орден Красной Звезды (22 февраля 1944) — в наградном листе были отмечены тренерская деятельность, личные спортивные достижения и «участие в составлении наставления по рукопашному бою Красной Армии».[1]
- Орден «Знак Почёта» (22 июля 1937)